# Alba, Piemont
Alba este un oraș și o comună în Provincia Cuneo, în nord-vestul Italiei, a provinciei Cuneo. Locuitorii sunt numiți Albesi. În 2011 avea o populație de 30.828 de locuitori.

## Geografie
Alba este situat pe râul Tanaro între Langhe și Roero, 60 km nord-estul de orașul Cuneo, 16 km est de Bra și 27 km sud-vest de Asti.

## Demografie
Alba - evoluția demografică

|  | Graficele sunt indisponibile din cauza unor probleme tehnice. Mai multe informații se găsesc la Phabricator și la wiki-ul MediaWiki. |

Date: Recensăminte sau birourile de statistică - grafică realizată de Wikipedia

## Personalități
- Pietro Ferrero senior (1898–1949),  Ferrero-Concern , fiu Michele cât și unchii Giovanni și Pietro